# کاوست‌لندز
کاوست‌لندز (به لاتین: Coastlands) یک منطقهٔ مسکونی در نیوزیلند است که در فاکتانی واقع شده‌است.